# 佩尔内格
佩尔内格是奥地利下奥地利州霍恩县的一个市镇。总面积36.57平方公里，总人口701人，人口密度19人/平方公里（2018年）。